# GKS Bełchatów
GKS Bełchatów je polský fotbalový klub sídlící ve městě Bełchatów. Byl založen roku 1977, jeho hřištěm je stadion s názvem Stadion GKS Bełchatów s kapacitou 5 238 diváků.

## Historické názvy
- 1977 – GKS Węgiel Brunatny Bełchatów
- 2005/06 – GKS BOT Bełchatów
- 2006/07 – BOT GKS Bełchatów
- 2007/08 – 2011/12 – PGE GKS Bełchatów
- 2012/13 – GKS Bełchatów

## Známí hráči

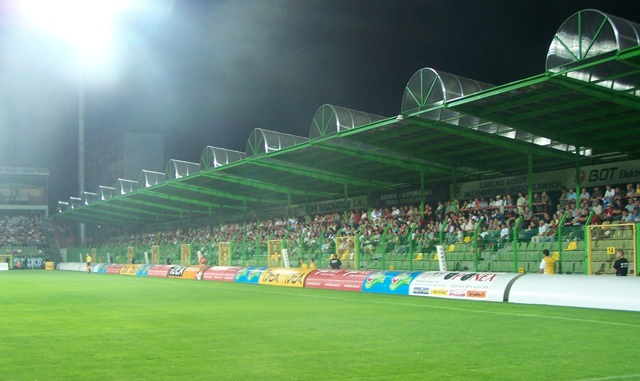
Stadion GKS Bełchatów

- Jacek Berensztajn
- Miroslav Božok
- Ferdinand Chi Fon
- Łukasz Garguła
- Kamil Kosowski
- Jacek Krzynówek
- Mariusz Kukiełka
- Radosław Matusiak
- Piotr Nowak
- Dariusz Pawlusiński
- Milan Radulović
- Jeremiah White
- Marcin Żewłakow